# Pygocentrus

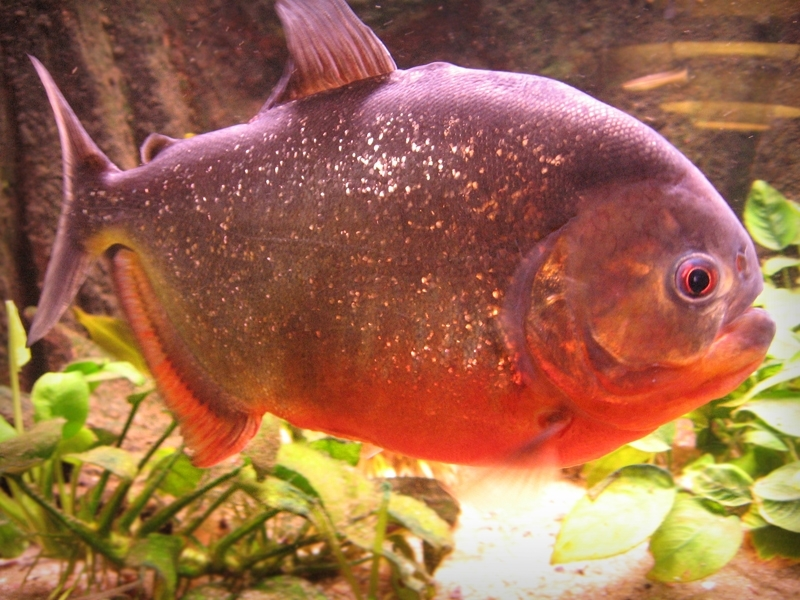
Piranya roja (Pygocentrus nattereri)

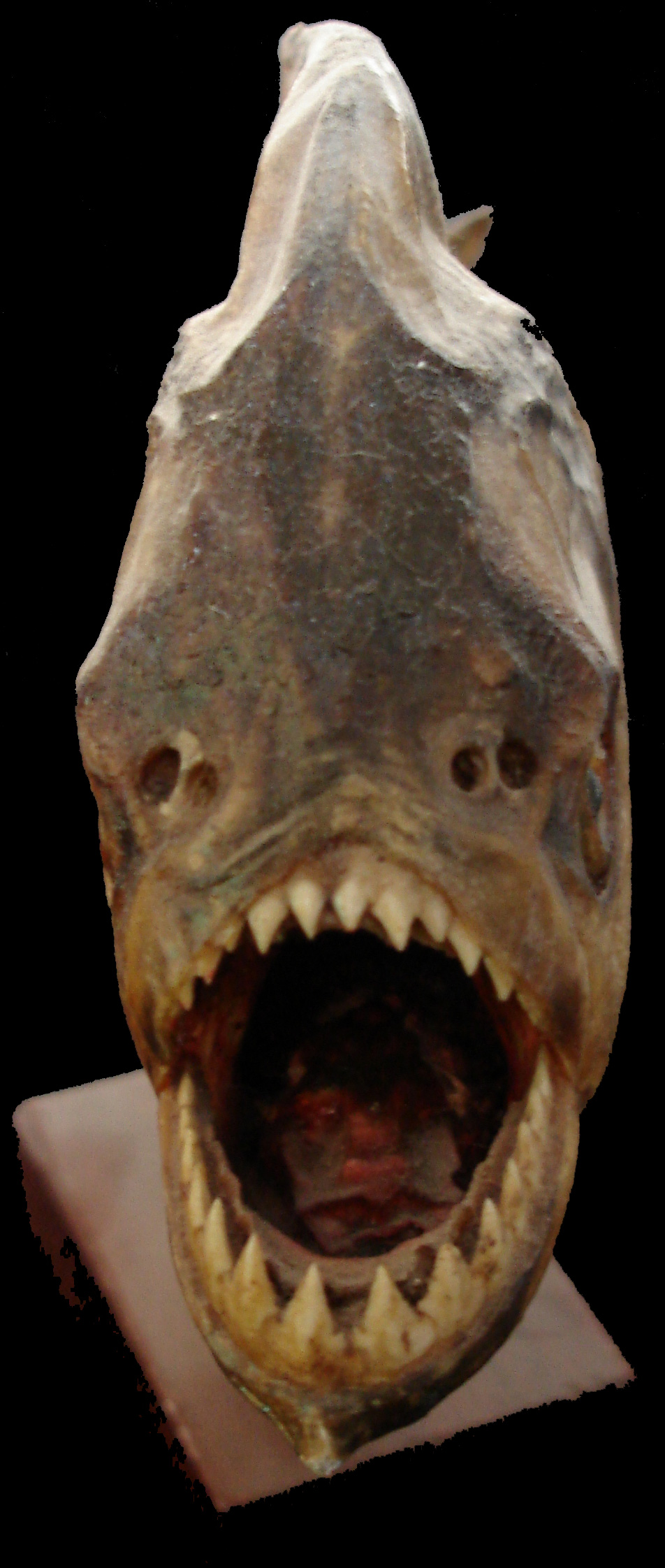
Piranya roja (Pygocentrus nattereri)

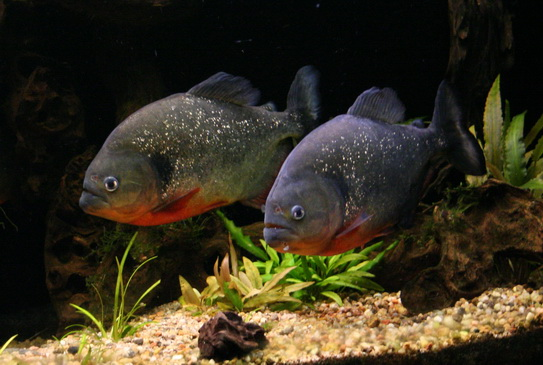
Pygocentrus cariba

Pygocentrus és un gènere de peixos de la família dels caràcids i de l'ordre dels caraciformes que es troba a Sud-amèrica, principalment als rius Amazones, Orinoco i São Francisco.
Forma grans moles. Totes les seues espècies són depredadores.

## Taxonomia
- Pygocentrus cariba (Humboldt & Valenciennes, 1821)[3]
- Piranya roja (Pygocentrus nattereri) (Kner, 1858)[4]
- Pygocentrus palometa (Valenciennes, 1850)[5]
- Pygocentrus piraya (Cuvier, 1819)[6]